# Kaapvaal-Kraton

Darstellung des Kaapvaal-Kratons im Süden Afrikas

Der Kaapvaal-Kraton ist ein im Archaikum entstandener, stabiler Krustenblock im Süden Afrikas. Neben dem Pilbara-Kraton in Westaustralien ist er die einzige verbliebene tektonisch unveränderte Kruste der Erde, die ein archaisches Alter von 3,6 bis 2,5 Mrd. Jahren aufweist.
Die strukturelle Entwicklung des afrikanischen Kontinents wird im Allgemeinen durch mehrere Gebirgsbildungsprozesse charakterisiert, wobei innerhalb der jeweiligen Periode neben prozessierter Faltungstektonik größere Areale metamorph überprägt als auch von zahlreichen tiefsitzenden-plutonischen Intrusionen durchzogen wurden. Auf diese Weise entwickelten sich entsprechende Bereiche zu stabilen kontinentalen Blöcken oder Kratonen, welche, bedingt durch plattentektonische Kollisions- und anschließende Orogenprozesse, miteinander verschmolzen und schließlich den sogenannten afrikanischen Schild bildeten. Die vollständige Kratonisierung des afrikanischen Kontinents wird zeitlich mit dem unteren Paläozoikum angegeben, wobei zu diesem Zeitpunkt insgesamt fünf orogene Prozesse von regionalem Ausmaß stattgefunden haben.

## Beschreibung
Der Kaapvaal-Kraton nimmt etwa eine Fläche von 1,2 · 106 km2 ein und wird im Norden durch den Zimbabwe-Kraton, im Westen und im Süden durch den proterozoischen Gesteinsgürtel begrenzt. Im Osten sind unter anderem jurassische Vulkangesteine aufgeschlossen, die mit dem Auseinanderbrechen von Gondwana in Verbindung gesetzt werden. Im Weiteren lässt sich der Kraton in zwölf verschiedene Terrains unterteilen, die bei der allmählichen Entwicklung von einem Kleinkontinent zu dem Kraton in seiner heutigen Größe im Zeitraum zwischen 3,7 und 2,7 Mrd. Jahren entstanden sind. Das Bildungsalter der ersten kontinentalen Kruste des Kaapvaal-Kratons liegt zwischen 3,7 und 3,3 Mrd. Jahren, wobei speziell der östliche Schildkomplex durch ausgedehnte Intrusionen von intrakontinentalen Graniten vor etwa 3,0 Mrd. Jahren kratonisiert bzw. stabilisiert wurde. Dieser nordöstliche Abschnitt des Kaapvaal-Kratons stellt demnach den ältesten Schild im südlichen Afrika dar und wird als östlicher Schild bzw. als Witwatersrand-Block bezeichnet. Der zentrale und westliche Teil des Kaapvaal-Kratons, definiert als Kimberley-Block, besitzt hingegen ein deutlich jüngeres Alter von etwa 3,2 bis 2,7 Mrd. Jahren. Der alte Kern des Kaapvaal-Schilds wird heute vom alten Gneiskomplex des Ngwane-Gneises und vom Barberton-Greenstone-Terrain repräsentiert.

### Witwatersrand-Block
Der östliche Kaapvaal-Schild baute sich vor ca. 3,2 Mrd. Jahren durch tektonische Konvergenz als zusammenhängende Einheit auf und umfasst unter anderem kontinentale Kruste, die sich zwischen 3,7 und 3,3 Mrd. Jahren formiert haben muss. Der aufgeschlossene Lochiel-Granit im Naturreservat Malolotja in Eswatini wird als der Marker für die Kratonisierung des östlichen Schilds interpretiert. Studien machen zudem die Annahme, dass speziell die Stabilisierung des Witwatersrand-Blocks vor etwa 3,08 Mrd. Jahren stattgefunden hat und sich eine Krusten-Mantel-Kopplung in Assoziation mit der Bildung einer stabilen Tektosphäre ebenfalls ab diesem Zeitpunkt abgespielt hat. Das Natal-Granit-Greenstone-Terrain mit einem Alter von 3,4 bis 3,2 Mrd. Jahren, das von Norden nach Süden jünger wird, enthält Sedimentpakete flachmariner Affinität, in welche vor rund 3,3 bis 3,2 Mrd. Jahren Trondhjemit-Tonalit-Magmen bzw. vor etwa 3,0 Mrd. Jahren post-tektonische Granite intrudierten. Speziell die post-tektonischen Granite weisen auf das Ende der Akkretion des Natal-Terrains mit dem Kaapvaal-Schild hin und ermöglichten die Stabilisierung der neu gebildeten Krustenfragmente. Die über dem Kaapvaal-Schild ausgedehnten Krustenschmelzen und der abgelaufene Granitoid-Plutonismus zwischen 3,1 und 3,08 Mrd. Jahren führte folglich zur Eruption der vulkan-sedimentären Dominion-Gruppe, die zwischen 3,09 und 3,07 Mrd. Jahren in einem kontinentalen Riftsystem abgelagert wurde. Das nachfolgende marine Sedimentationsalter der Witwatersrand-Supergruppe wurde mit Hilfe detritischer Zirkone auf 2,97 Mrd. Jahren definiert, das anschließende Eruptionsalter der Crown-Lava-Formation wird mit 2,91 Mrd. Jahren angegeben. Die weitere Ablagerungszeit der sogenannten Central-Rand-Gruppe konnte wiederum mit detritischen Zirkonaltern bestimmt werden, begann demnach vor etwa 2,89 Mrd. Jahren und stellte sich im Weiteren mit dem Beginn der Intrusion der Post-Pongola-Granitoide vor 2,82 Mrd. Jahren wieder ein. Die relativ undeformierte vulkano-sedimentäre Pongola-Sequenz überlagert zudem diskordant die Einheiten des Ancient-Gneis-Komplexes als auch das Natal-Greenstone-Terrain. Die wesentlichen Riftprozesse im zentralen und westlichen Bereich des Kaapvaal-Kratons werden durch die ultramafischen bis intermediären Vulkanite der Klipriviersburg- und der Platberg-Gruppe charakterisiert, die der Venterdorp-Supergruppe zugeordnet und mit einem Alter von 2,71 Mrd. Jahren angegeben werden.

### Kimberley-Block
Der Kimberley-Block nimmt den westlichen Bereich des Kaapvaal-Kratons ein, wird vom östlichen Schild des Witwatersrand-Blocks durch das Colesberg-Lineament abgegrenzt und wird durch die Abwesenheit der Dominion-Gruppe und der Witwatersrand-Supergruppe charakterisiert. Es wird darauf hingewiesen, dass die Zusammenlegung des Witwatersrand- und des Kimberley-Blocks einen relativ jungen Prozess in der Entwicklung des Kaapvaal-Kratons darstellt, wobei ein minimales Alter von 2,71 Mrd. Jahren für dieses Nebeneinander, bestimmt durch die älteste Ventersdorp-Sequenz, die entsprechend beide Blöcke bedeckt, angenommen wird. Das kristalline Basement des Kimberley-Blocks liegt größtenteils unter der phanerozoischen Bedeckung, die durch neoarchaische Sedimente und vulkanische Gesteine charakterisiert ist. Aufschlüsse des kristallinen Basements werden durch den Schweizer-Reneke-Dome, den Kraaipan-Greenstone-Gürtel sowie benachbarten granitischen Gneisen repräsentiert, wobei datierte Zirkone von entsprechenden Gneisen und Schiefern dieser Umgebungen als auch von krustalen Xenolithen von Kimberley ein Alter zwischen 3,25 und 2,79 Mrd. Jahren aufweisen. Der Kraaipan-Greenstone-Gürtel setzt sich unter anderem aus rhyolithischen Tuffen zusammen, die ein Datierungsalter von 2,930 Mrd. Jahren aufweisen, wobei dieses Alter sich auf die Zeit bezieht, wo einerseits felsischer Vulkanismus, andererseits auch marine chemische und klastische Sedimentation innerhalb des Kraaipan-Greenstone-Gürtels stattgefunden hat. Neben diesen abgelaufenen Prozessen kam es innerhalb dieser Zeit auch zu ausgedehnter kalk-alkaliner plutonischer Tätigkeit, die innerhalb des Kraaipan-Greenstone-Gürtels einen Nord-Süd-Trend aufweist und möglicherweise zur geophysikalischen Signatur des Colesberg-Lineaments beigetragen hat. In diesem Zusammenhang wird auf die Existenz eines vulkanischen Inselbogens und einem Backarc-Becken am östlichen Randbereich des Kimberley-Blocks vor etwa 2,93 Mrd. Jahren hingedeutet. In der Zeit vor etwa 2,88 Mrd. Jahren wurde das tektonische deformierte Gefüge des Kraaipan-Gürtels von kaliumreichen Granitoiden, die durch den aufgeschlossenen Schweizer-Reneke-Granit repräsentiert werden, quer durchschlagen, wobei diese post-tektonischen Granite in diesem Zusammenhang auch die Zeit belegen, in der es zur Verschweißung des Kimberley-Blocks mit dem Witwatersrand-Block gekommen ist. Zusammenfassend kann festgestellt werden, dass der Kimberley-Block im Gegensatz zum Witwatersrand-Block einen stark ausgedehnten Magmatismus (von 2,93 bis etwa 2,88 Mrd. Jahren), eine überall vorhandene Deformation der Gesteinspakete und eine hochgradige Metamorphose der mittleren Krustenbereiche zeigt. Auch besteht ein relevanter Unterschied im Grad der Geologie über der Colesberg-Anomalie, wobei mittlere Krustenbereiche in entsprechenden Teilbereichen des Kimberley-Blocks freigelegt wurden und mit der gleichzeitigen Subsidenz und Ablagerung auf dem östlichen Schild verglichen werden können. Dieser Vergleich wird verwendet, um zu modellieren, dass der Witwatersrand-Block als die untere Platte definiert wird, die in einer Subduktionszone unter dem Kimberley-Block, definiert als obere Platte, subduziert wird.

### Postarchaische Entwicklung
Die weitere Entwicklung des Kaapvaal-Kratons im frühen Proterozoikum war dominiert durch intrakontinentale Extensionsprozesse. Das Transvaal-Sedimentbecken entwickelte sich zu dieser Zeit, dazugehörige Sedimente der Transvaal-Supergruppe überlagerten diskordant die Gesteinseinheiten der Ventersdorp-Gruppe. Vor etwa 2,05 Mrd. Jahren kam es zudem zur weiträumigen Intrusion des Bushveld-Komplexes in die oberen Transvaal-Sedimente.